# Ricotta di bufala campana
La ricotta di bufala campana è un prodotto lattiero-caseario fresco ottenuto per coagulazione del siero di latte di bufala e prodotto in alcune province (in parte o per intero) delle regioni Campania, Lazio, Puglia e Molise.
Dal luglio 2010, a livello europeo, la denominazione Ricotta di Bufala Campana  è stata riconosciuta denominazione di origine protetta (DOP) .

## Descrizione
La ricotta di bufala Campana DOP si presenta senza crosta esterna è di colore bianco porcellana. La sua consistenza è cremosa e morbida mentre il sapore è fresco e delicatamente dolce.
Di forma tronconica (con peso massimo di 2000g), si trova sul mercato nelle tipologie dette «fresca»  (conservabilità di 7 giorni dalla data di produzione) e «fresca omogeneizzata » (il prodotto può essere conservato per 21 giorni).